# Peoples Gas Building
Pour les articles homonymes, voir Peoples.
Le Peoples Gas Building, également connu sous le nom de Peoples Gas Light and Coke Building, est un bâtiment historique situé dans le centre de la ville de Chicago, dans l'État de l'Illinois, aux États-Unis. Il se trouve au 122 South Michigan Avenue et fait partie du district historique de Michigan Boulevard District, au cœur du secteur financier du Loop.
Construit entre 1910 et 1911 par la firme d'architectes D.H. Burnham & Company,, ce bâtiment en brique et en terre cuite d'une hauteur de 92 mètres se compose de 21 étages. Il servit de siège social pour la People's Gas Light & Coke Co., la première compagnie de gaz de Chicago.
En 1984, le Peoples Gas Building a été inscrit sur le prestigieux Registre national des lieux historiques par le National Park Service. Il est situé juste en face de l'Art Institute of Chicago (« Institut d'art de Chicago », un des musées d'art les plus importants des États-Unis) et de Grant Park. À proximité se trouvent le Symphony Center (siège de l'orchestre symphonique de Chicago) et le Railway Exchange Building, deux bâtiments historiques inscrits au Registre national des lieux historiques.

## Description
Conçu par le cabinet d'architectes D.H. Burnham and Company (l'entreprise de Daniel Burnham), le  Peoples Gas Building est construit entre 1910 et 1911. Sa structure se compose d'une ossature en acier et sa façade est faite de briques et de terre cuite. Sa construction rationnelle et utilitaire est typique du style architectural de l'École de Chicago.
Il totalise une surface de plancher d'environ 47 600 mètres carrés. Sa forme standard de gratte-ciel en trois parties comporte de nombreux embellissements classiques, comme des mufles (lions ornementaux) le long de la balustrade au sommet. Jusque dans les années 1960, le Peoples Gas Building était l'un des plus grands bâtiments du secteur du Loop et bien que le centre-ville de Chicago ait continué à se développer autour de lui, le bâtiment a conservé sa stature.
À l'origine, il est construit pour la People's Gas Light & Coke Co., une compagnie de gaz et d'électricité basée à Chicago. Il abrite aujourd'hui divers bureaux, l'université National-Louis de Chicago (National Louis University ; NLU), une université privée de Chicago, et des commerces au niveau du rez-de-chaussée.

### People's Gas Light & Coke Co.
En 1849, la première compagnie de gaz de Chicago, la Chicago Gas Light & Coke Co. a été créée et a commencé à vendre du gaz (utilisé pour l'éclairage) en 1850. La People's Gas Light & Coke Co. a été créée en 1855 et a commencé à livrer du gaz aux clients de Chicago en 1862.
Dans les années 1850, Peoples Gas devient le premier service public de la ville de Chicago en éclairant les rues de la ville avec des lampes au gaz naturel.
En 1871, Peoples Gas aide la ville à se reconstruire à la suite du Grand incendie de Chicago.

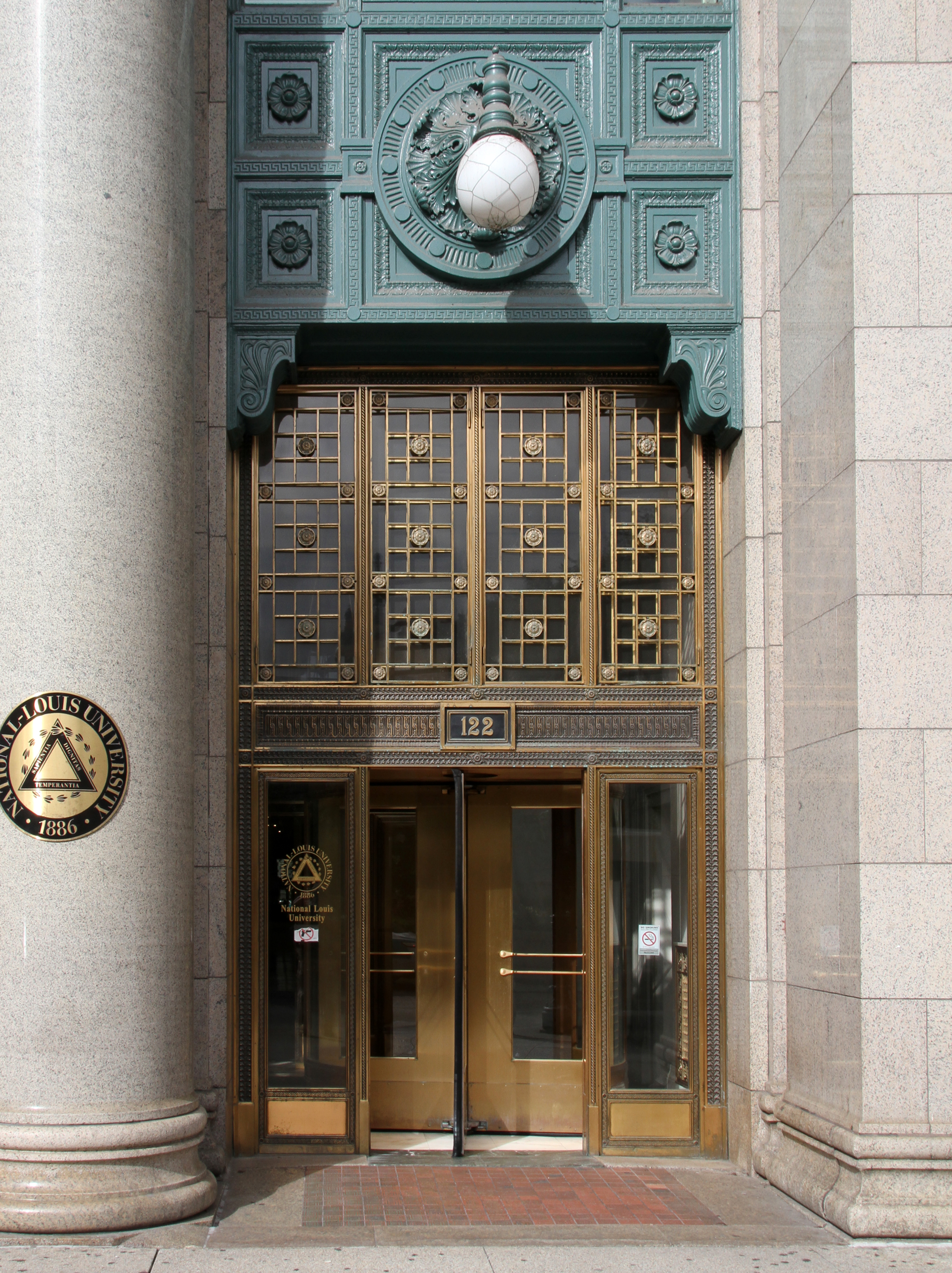
Détails de l'entrée du bâtiment.

En 1897, après que l'Assemblée générale de l'Illinois a autorisé les fusions de compagnies de gaz, People's Gas a fusionné avec sept autres entreprises. À cette époque, la société est l'un des principaux vendeurs de poêles à gaz : elle a vendu plus de 20 000 poêles aux clients de Chicago pour la seule année 1898. En 1907, People's Gas détient un monopole local et se bat avec la ville pour établir des tarifs équitables.
En 1909, la compagnie fait construire son siège social sur Michigan Avenue : le Peoples Gas Light and Coke Building. Édifié par l'architecte Daniel Burnham, sa construction débute en 1910 et s'achève un an plus tard.
En 1913, l'Illinois a créé une commission des services publics (qui est devenue la commission du commerce de l'Illinois en 1921) pour réglementer les compagnies de gaz. Au début des années 1920, People's Gas livrait environ 22 milliards de pieds cubes de gaz chaque année à ses clients de Chicago, via 4 988 kilomètres de canalisations. À cette époque, la société fabriquait encore du gaz à partir de charbon et de pétrole ; en 1921, elle a utilisé plus de 700 000 tonnes de charbon et de coke et 77 millions de gallons de pétrole.
Un tournant décisif dans les activités de l'entreprise s'est produit à la fin des années 1920, lorsqu'elle a investi dans de longs gazoducs reliant Chicago aux gisements de gaz naturel du Texas. En 1950, People's Gas réalisait un chiffre d'affaires annuel de plus de 80 millions de dollars et employait plus de 4 500 personnes.
En 1968, la société change de nom pour devenir « People's Gas Co. » et, 12 ans plus tard, elle a été intégrée à People's Energy Corp. Cette entité contrôlait à la fois People's Gas et North Shore Gas Co. qui opéraient dans le nord-est de l'Illinois. Au début des années 2000, People's Energy réalisait un chiffre d'affaires de plus de 2 milliards de dollars et employait plus de 3 000 personnes dans la région de Chicago.